# Сент-Уан-ле-Пен
Сент-Уа́н-ле-Пен (фр. Saint-Ouen-le-Pin) — коммуна во Франции, находится в регионе Нижняя Нормандия. Департамент коммуны — Кальвадос. Входит в состав кантона Камбреме. Округ коммуны — Лизьё.
Код INSEE коммуны — 14639.

## Население
Население коммуны на 2010 год составляло 285 человек.
| 1962 | 1968 | 1975 | 1982 | 1990 | 1999 | 2010 |
| ---- | ---- | ---- | ---- | ---- | ---- | ---- |
| 196  | 201  | 211  | 226  | 276  | 267  | 285  |

## Экономика
В 2010 году среди 197 человек трудоспособного возраста (15—64 лет) 144 были экономически активными, 53 — неактивными (показатель активности — 73,1 %, в 1999 году было 73,3 %). Из 144 активных жителей работали 127 человек (71 мужчина и 56 женщин), безработных было 17 (4 мужчины и 13 женщин). Среди 53 неактивных 15 человек были учениками или студентами, 25 — пенсионерами, 13 были неактивными по другим причинам.